# Nello sciame
Nello sciame. Visioni del digitale (Im Schwarm. Ansichten des Digitalen) è un saggio di critica culturale e sociale del filosofo coreano Byung-chul Han. Scritto durante il periodo in cui Han insegnava all’Università di Belle Arti a Berlino, il libro è stato distribuito in lingua tedesca dalla casa editrice Matthes & Seitz. Il saggio si inserisce in una ampia collezione di opere che Han dedica alla trattazione della società moderna, presentando in questa opera caratteristiche e insidie del digitale e soffermandosi sulle implicazioni sociali di questo nuovo tipo di comunicazione.

## Tesi
“Nello sciame”, titolo dell’opera, rappresenta la condizione in cui l’uomo del ventunesimo secolo si trova secondo Han. L'autore non utilizza il concetto chiave di folla o di massa per inquadrare il modo di vivere del soggetto contemporaneo. Fa i conti con l’importanza crescente del mondo della rete, e per cercare di capire come si relazioni il soggetto con essa usa il concetto di sciame.
Il termine sciame indica una molteplicità di individui che, pur avendo la possibilità di relazionarsi e comunicare velocemente con ogni parte del mondo, creando una comunità pressoché illimitata, sono però di fatto staccati da questa comunità, rimanendo soli.
La differenza con la società di massa, propria del ventesimo secolo, è questa: un soggetto all’interno di una massa perde la sua individualità e la sacrifica all’interno di un insieme comune. Il soggetto concede alla massa buona parte della sua intelligenza, e lo fa anche in modo consapevole, perché pensa di poter arrivare più rapidamente a determinati obiettivi. Secondo Han questo non succede nella società odierna, perché più individui possono essere messi assieme ma restano paradossalmente soli: questo è l’effetto-sciame.
Secondo Han, gli individui nello sciame mantengono coscienza di sé, illudendosi di poterla coltivare meglio tramite i nuovi mezzi digitali, ma l’effetto di tale situazione è un approfondimento del loro essere soli, all’interno della molteplicità di soggetti che abita la rete.
«Lo sciame digitale non è una folla, poiché non possiede un’anima, uno spirito. L’anima raduna e unisce: lo sciame digitale è composto da individui isolati. La folla è strutturata in modo totalmente diverso: i singoli si fondono in una nuova unità, all’interno della quale non dispongono più di un proprio profilo. Un assembramento casuale di uomini non costituisce ancora una folla: ciò avviene soltanto quando un’anima o uno spirito si saldano in una massa omogenea, a sé chiusa».
Su questa idea di relazione tra individuo e collettività, e sulla concezione di abolizione della differenza tra sfera pubblica e privata, Han sviluppa la sua analisi dei nuovi mezzi di comunicazione e informazione, arrivando a codificare alcuni meccanismi sociali e culturali tipici della rete.

## Temi

### Perdita del rispetto
Han nella prima parte del saggio presenta la sua definizione di rispetto, decostruendo l'etimologia del termine:
«Letteralmente, rispettare significa distogliere lo sguardo, è un riguardo. Rispettare significa avere la capacità di distogliere lo sguardo, mantenere il pathos della distanza».
Rispettare è per Han il contrario di spectare (puntare lo sguardo), da cui deriva la parola spettacolo. La differenza tra rispetto e spettacolo per Han è quindi la distanza. L'azzeramento delle distanze promosso dai nuovi media digitali porta di conseguenza a una perdita del concetto di rispetto; la comunicazione digitale riduce le distanze in una commistione di pubblico e privato. 
Da qui la considerazione dell'esibizionismo social-mediatico come di una forma di pornografia: «Perché la trasparenza è di per sé pornografica. Vuole spogliare qualsiasi cosa, trasformare tutto in informazioni. Per questo non ha niente a che fare con l'arte, cui appartengono il segreto e il nascosto, o con la bellezza».
Han inoltre riprende ed archivia la definizione di Roland Barthes di sfera privata come zona di spazio e tempo, in cui non siamo né immagine né oggetto, spiegando come oggi siamo costantemente immagine e oggetto in qualsiasi circostanza.

### Società dell'indignazione
Han definisce la nostra come la società dell’indignazione, spiegando che questo sentimento è caratterizzato da fluidità e volatilità. La società dell’indignazione è una società sensazionalistica, alimentata da medium che tendono a suscitare sentimenti primitivi dell'essere umano.
A questo proposito l'autore differenzia anche l‘ira dalla rabbia: la prima può portare anche ad azioni volte a cambiare una determinata situazione, mentre la seconda è un’espressione di ondate di indignazione fini a loro stesse.

### De-medializzazione ed età della trasparenza
Il medium digitale viene definito da Han come un medium di presenza. Nella società di oggi, la mediazione e la rappresentazione-rappresentanza vengono interpretate come mancanza di trasparenza e inefficienza, come ristagno di tempo e informazioni. Per tutto ciò non sono congeniali nell’età della trasparenza, dove si ricerca una logica diversa da quella della struttura ad anfiteatro (un comunicatore/mediatore che parla ad una platea). Oggi, afferma Han, non servono mediatori: Han spiega come nel mondo digitale ognuno di noi è sia destinatario che creatore di contenuti, ovvero Prosumer.
La riflessione su una realtà de-medializzata porta Han a fare un parallelo tra comunicazione e politica odierna, caratterizzata anch'essa da una necessità di immediatezza e di trasparenza.

### Atrofia delle mani e artrosi delle dita
In un passaggio del saggio Han riprende la teoria di Vilém Flusser, in cui il filosofo ceco profetizzava la vita immateriale con l’avvento dei dispositivi digitali. Questo per Flusser avrebbe portato all'atrofia delle mani, inutilizzate per il lavoro. All'atrofia delle mani di Flusser Han aggiunge il concetto di "artrosi delle dita": le dita, grazie alle quali digitiamo, diventano la parte di corpo più importante, indispensabile, più della voce, per comunicare.
In generale, Han usa il termine atrofia per indicare metaforicamente una condizione che è legata al disuso di qualcosa, che comporta una diminuzione della sua efficienza. Il sociologo coreano parla anche di atrofia del giudizio: perdita di lucidità nella facoltà di decidere e giudicare, che Han riconduce all'avvento del digitale e dello smartphone, che col suo meccanismo di input-output e il flusso enorme di informazioni date ci fa perdere la capacità di giudizio critico.

### Crisi della rappresentazione in fotografia ed in politica
Han afferma come la società odierna sia caratterizzata da meccanismi che portano alla crisi della rappresentazione. In questo passaggio l'autore riprende la definizione di Barthes, che descrive la fotografia come un'emanazione del referente, la sua essenza è la rappresentazione, e la fotografia ha il suo referente sempre appresso; in questo per Barthes consiste la verità della fotografia, ovvero nell'essere vincolata all'oggetto reale. La fotografia prende in prestito cornice e prospettiva dalla pittura, ma si differenzia da quest'ultima in quanto, nella sua rappresentazione, attesta sempre che il suo oggetto "era lì". Han successivamente ha sottolineato come la fotografia digitale distacchi verità e fotografia. Il reale nelle foto digitali è presente solo come accenno, si arriva pertanto all'iper-fotografia, uno spazio autoreferenziale e iper-reale, completamente sganciato dal referente. Tuttavia, a questo proposito sono state avanzate delle critiche. Secondo il giornalista e studioso di fotografia Michele Smargiassi, le "vere fotografie" non sono mai esistite, perché "le fotografie, ce lo ha ripetuto fino all'esasperazione Joan Fontcuberta, mentono sempre, da un minimo che non è mai stato zero a un massimo che tende all'infinito".
La crisi della rappresentazione fotografica ha un corrispettivo nella sfera politica. Han cita Psicologia delle folle di Gustave Le Bon, opera in cui l'antropologo francese spiegava come i rappresentanti in parlamento fossero gli esecutori della massa, sostenendo che la rappresentanza politica si è indebolita nel corso del tempo. Han considera il sistema economico-politico odierno autoreferenziale, i rappresentanti politici non sono più esecutori della volontà delpopolo, bensì gli esecutori del sistema. Questo anche perché secondo Han le masse, un tempo organizzate e dotate di un'ideologia di base, si sono frantumate ora in sciami di singoli individui isolati l'uno dall'altro.
«Il noi politico si disgrega con la progressiva scomparsa della sfera pubblica, a fronte di una crescente trasformazione egotica e narcisistica dell'uomo».

### Panopticon digitale
Per spiegare meglio la funzione che i nuovi media, soprattutto i social network, hanno sui soggetti in rete, Han ricorre alla metafora del Panopticon. L’odierna crisi della fiducia per l'autore del saggio è causata dai media e dalla società della trasparenza, ovvero della sorveglianza, dove le informazioni si procurano velocemente, ogni movimento in rete è tracciabile e dove prevale la logica dell'efficienza. Han, a proposito di questa condizione, parla di una sorta di panottico 2.0: il panottico di Bentham è costituito da celle isolate e non prevede la possibilità di comunicazione tra i detenuti.

Nel panottico digitale invece c'è connessione e comunicazione tra ogni soggetto. Per Han il controllo totale è reso possibile non dall'isolamento ma dalla connessione e dall'iper-comunicazione, in un'illusione della libertà, un'auto-illuminazione (parallelismo con l'auto-sfruttamento). Han sostiene che nella società odierna il bisogno di esporsi senza pudore è superiore anche alla preoccupazione di dover rinunciare alla sfera privata. Il tratto peculiare del panottico digitale sta nel fatto che la distinzione tra Grande Fratello e detenuti sfuma sempre di più, ogni individuo osserva e sorveglia l’altro.
Il nuovo capitalismo della sorveglianza, che è sorto secondo Han proprio nel 1984 con il Macintosh 128K della Apple, funziona in modo diverso ma è più "elegantemente totalitario" e oppressivo di qualsiasi cosa descritta da Orwell o Jeremy Bentham. "La confessione ottenuta con la forza è stata sostituita dalla divulgazione volontaria" e "gli smartphone sono subentrati alle camere di tortura". E seppure le camere di tortura esistono ancora, è solo perché nell'occidente neoliberista sono state "esternalizzate" grazie alle extraordinary rendition, in modo che la cosiddetta "società educata" possa far finta che non esistano.
L'analisi di Han rappresenta un'evoluzione di quella di Michel Foucault. Il "panopticon" di Bentham fu di stimolo per le riflessioni del teorico francese sul potere disciplinare e punitivo sorto con il capitalismo industriale, portandolo a coniare il termine biopolitica. Poiché il corpo era la forza centrale nella produzione industriale, sostiene Han, allora una politica di disciplina, punizione e perfezionamento del corpo era comprensibilmente centrale nella nozione foucaultiana di come funzionava il potere. Ma nella società della sorveglianza 
e della crescente deindustrializzazione, secondo Han, la biopolitica è diventata obsoleta. Nell'era dei "big data", il neoliberismo ha attinto al regno psichico e lo ha sfruttato, con il risultato che, come dice Han, "gli individui degradano negli organi genitali del capitale".

## Attualità del saggio
Pur avendo un’impostazione filosofica classica e citando spesso filosofi e sociologi del ‘900, nel corso del suo saggio Han tratta temi attuali e li espone nel quadro della sua visione pessimistica dei nuovi media, usando termini e concetti tipici del web 2.0.
- Shitstorm: si tratta di una raffica di commenti offensivi rivolti ad un personaggio (pubblico o meno) spesso rivolto sotto alcuni post di social-network, caratterizzato dall’assenza di decoro e dall’eccitazione provocata da questo atto. Questo atto viene spesso coordinato da un soggetto (o da un gruppo), unito dall'astio verso un personaggio pubblico o comune.

Han utilizza questo termine ad inizio del saggio, nella parte in cui parla della perdita del rispetto dovuta al nuovo modo di intendere la comunicazione. La shitstorm è una conseguenza ed una degenerazione della nuova visione data dai new media: per Han questa pratica diffusa in rete mostra quanto il nuovo modo di comunicare porti ad una deresponsabilizzazione del mittente nei confronti del messaggio. La possibilità di celarsi dietro ad un avatar ed all’anonimato porta l’utente della rete ad attaccare un soggetto con meno cognizione di causa: anonimato e rispetto per Han si escludono a vicenda, visto che la comunicazione anonima incoraggiata dal medium digitale, riduce la responsabilità della comunicazione e incentiva fenomeni come la shitstorm.
- Hikikomori: Han parla di questo fenomeno sociale che consiste nell'isolamento volontario di giovani da qualsiasi tipo di contato sociale diretto affermando che anche questo comportamento sia causato dai nuovi mezzi di comunicazione e dalla sua visione di sciame: lo sciame digitale, a differenza della massa, non ha scopi o ideali condivisi e per questo non sente il bisogno di riunirsi. La mancanza del noi è data dalla mancanza della spiritualità del riunirsi.[1]
- Affaticamento informativo: Han nel suo saggio parla anche di IFS (sigla coniata dallo psicologo inglese David Lewis che indica Information Fatigue Sindrome)[9]. Questa patologia psichica è causata da un eccesso di informazioni e porta a diversi problemi come paralisi della capacità di analisi, disturbi dell'attenzione, agitazione, difficoltà nell'assunzione di responsabilità. L'IFS è per Han una condizione perenne con cui colui che naviga in rete deve fare i conti

Altri termini propri del web 2.0 che Han utilizza sono: Big Data, Qube, Data mining, Google glass.

## Riferimenti letterari e filosofici
Han nel suo libro cita diversi concetti propri di altri pensatori contemporanei o del primo Novecento. Nel capitolo "Dall'agire al pensare con le dita" l'autore parte dalla definizione di agire data dalla filosofa Hannah Arendtper poi reinterpretarla in chiave più moderna.
Lo stesso procedimento viene fatto con il concetto di atrofia delle mani di Flusser..
In "Dal contadino al cacciatore" Han cita Martin Heidegger e la sua definizione di mano come il medium dell'essere, come colei che agisce.
Nella parte del libro intitolata "Fantasmi digitali" Han parte dall'analisi del pensiero espresso in alcuni scritti di Franz Kafka e dall'idea che quest'ultimo aveva sulla lettera come mezzo di comunicazione.
In "Affaticamento informativo" il capitolo si apre con l'idea di Walter Benjamin secondo cui la forma di ricezione dell'opera cinematografica fosse uno shock in confronto all'abitudine contemplativa della fotografia e, inoltre, "il suo significato sociale, anche nella sua forma più positiva, e anzi proprio in essa, non è pensabile senza quella forma distruttiva, catartica: la liquidazione del valore tradizionale dell'eredità culturale".
In "Crisi della rappresentazione" Han riporta le parole di Barthes circa la sua idea di fotografia.
Altri personaggi della cultura otto-novecentesca ed odierna che Han cita nel corso del libro sono: Michael Hardt, Carl Schmitt, Hegel, Foucault.

## Fortuna editoriale del saggio e traduzione italiana
Pur essendo un saggio centrale per molti filosofi e sociologi che cercano di analizzare la società moderna, Nello sciame. Visioni del digitale è una delle opere meno conosciute di Han.
La traduzione italiana è stata affidata a Federica Buongiorno e distribuita dalla casa editrice Nottetempo nel 2015.